# Oswald Bosko
Oswald Bosko, né le 23 février 1907 et mort fusillé le 18 septembre 1944, est un Juste parmi les nations autrichien.

## Biographie
Le serveur viennois Oswald Bosko était adjudant de la police allemande dans le Ghetto de Cracovie. Il aida Julius Madritsch à sauver des habitants juifs du ghetto.
Peu avant la liquidation du ghetto en mars 1943, les nazis décidèrent de déporter tous les enfants afin de les exterminer. Oswald Bosko aida Madritsch à sauver des centaines d'enfants du ghetto. 
Après la liquidation du ghetto, Bosko chercha les familles juives qui étaient restées cachées et rendit possible leur transfert à proximité de l'atelier de couture de Madritsch. Il organisa pour cela une action de sauvetage.
La Gestapo découvrit cette action de sauvetage de Bosko. Il fut emprisonné, jugé et envoyé au camp de concentration de Gross-Rosen où il fut fusillé le 18 septembre 1944.